# Heimo Zobernig
Heimo Zobernig, né à Mauthen en 1958, est un artiste autrichien.

## Biographie
Ignoré en France (jusqu'en 2007), Heimo Zobernig est une figure importante de la scène artistique autrichienne[réf. nécessaire]. Il a participé à plus de 800 expositions personnelles ou collectives.
Depuis 2000, il est professeur de sculpture à l'Académie des Beaux-Arts de Vienne.

## Sélection d'expositions
- 1986 : Tableaux abstraits, Villa Arson, Nice[1]
- 1997 : documenta X, Cassel
- 2008 : Galerie Chantal Crousel, Paris[2],[3]
- 2009 : CAPC de Bordeaux[4]
- 2011 : Micheline Szwajcer[5]